# Cattleya crispata
Cattleya crispata är en orkidéart som först beskrevs av Carl Peter Thunberg, och fick sitt nu gällande namn av Van den Berg. Cattleya crispata ingår i släktet Cattleya och familjen orkidéer. Inga underarter finns listade i Catalogue of Life.

## Bildgalleri

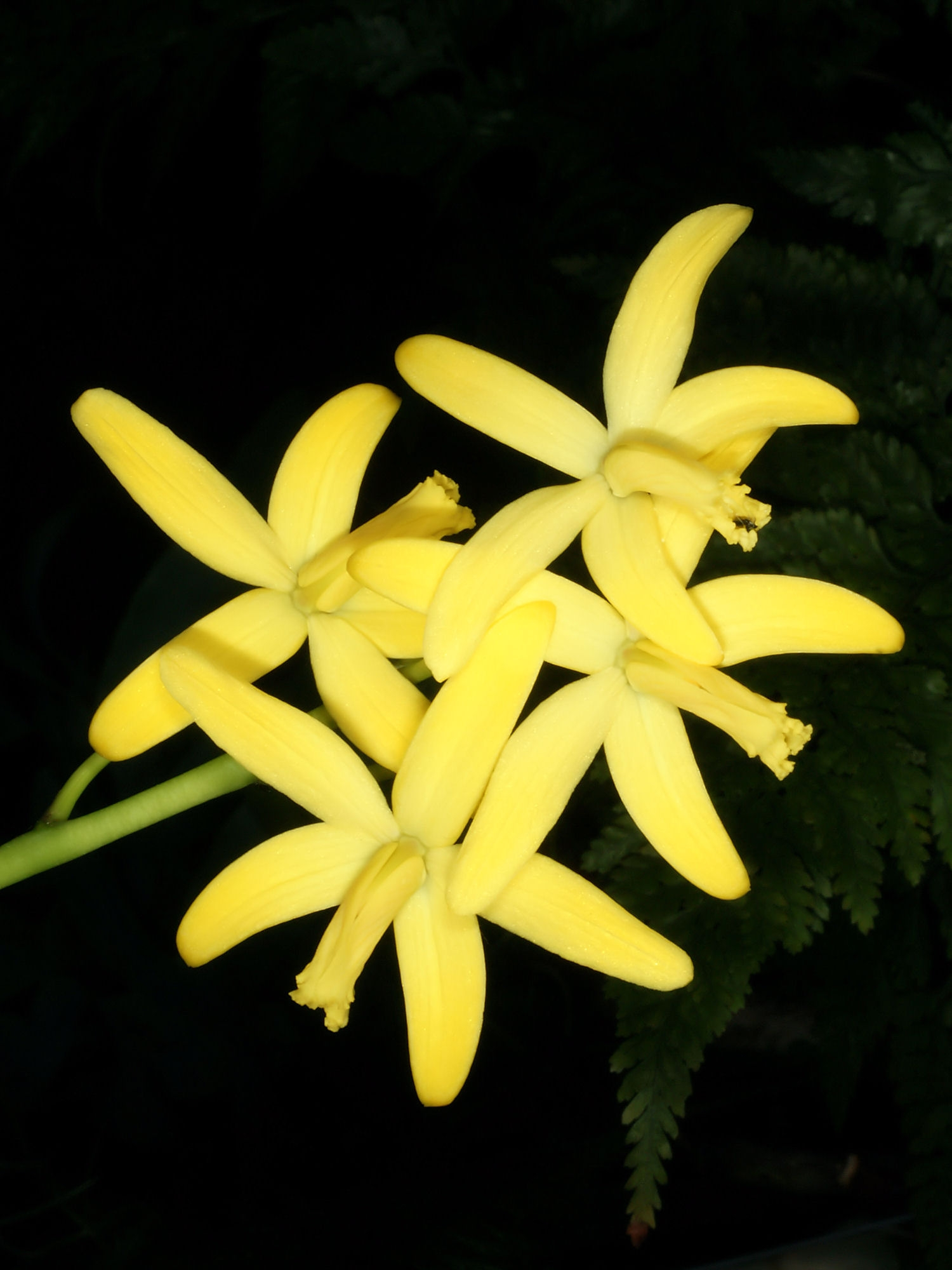
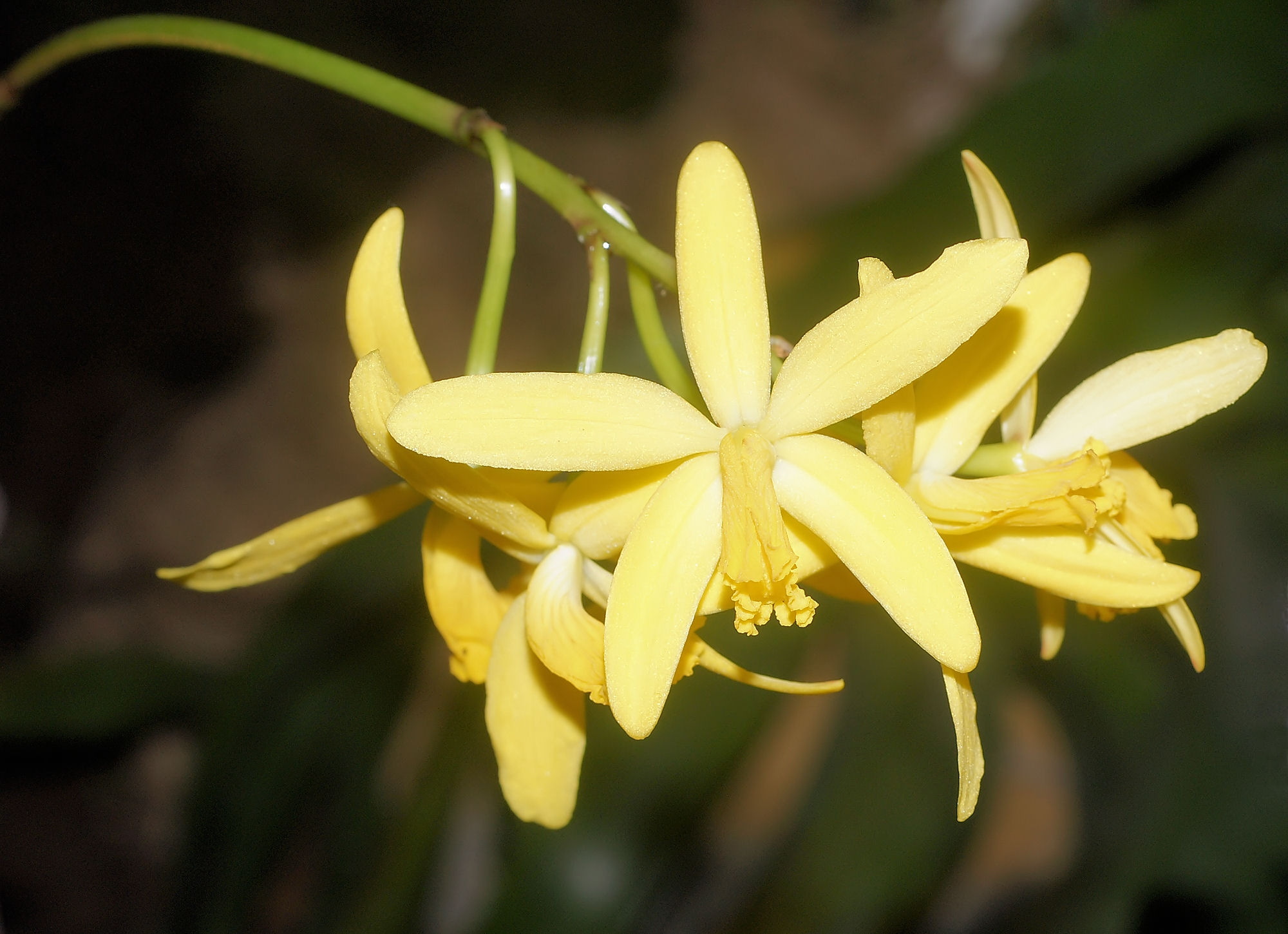
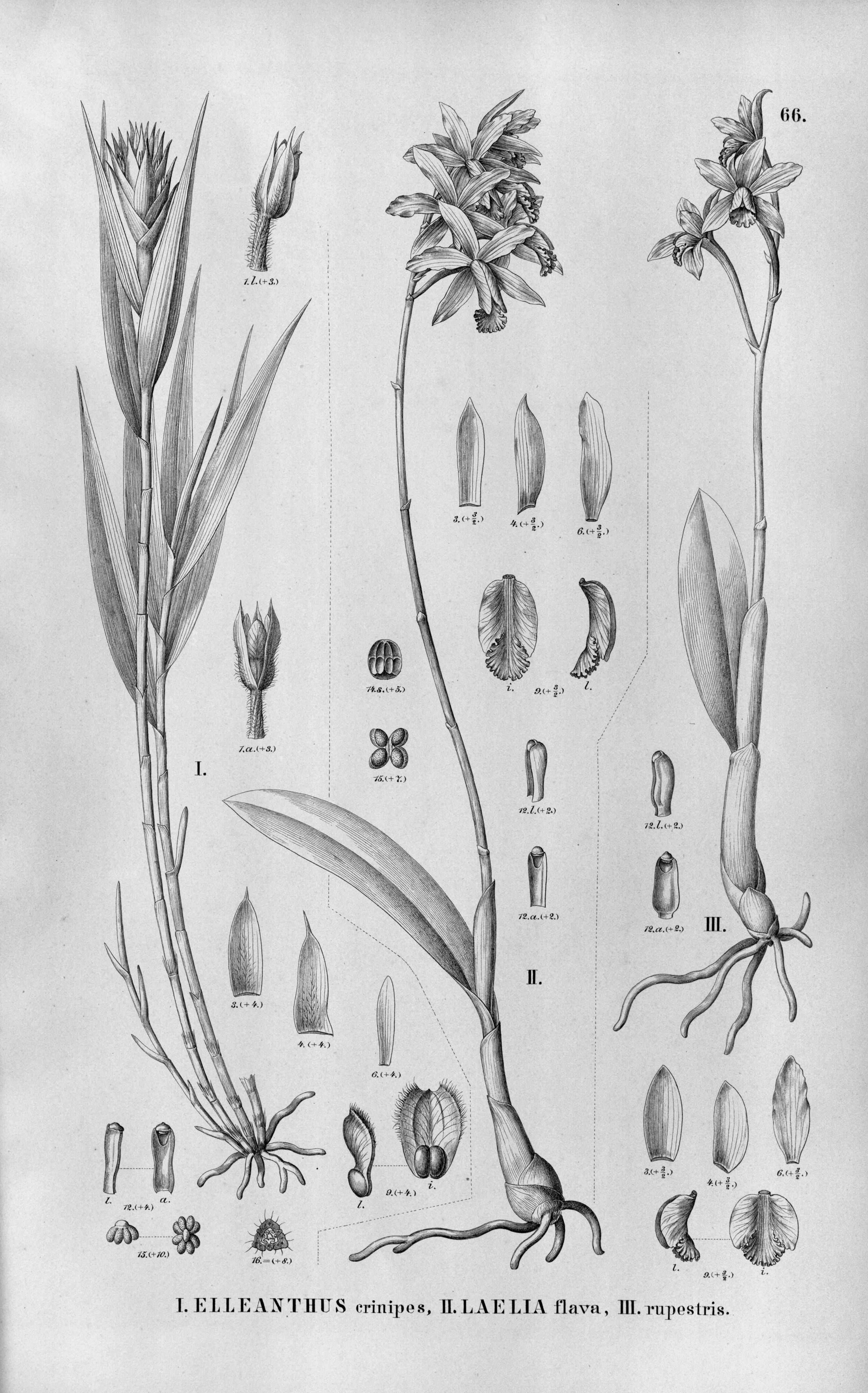